# John Greig (baloncestista)
John W. Greig (Sacramento, California, 28 de abril de 1961) es un exjugador de baloncesto estadounidense que disputó una temporada en la NBA. Con 2,01 metros de estatura, jugaba en la posición de alero.

## Trayectoria deportiva

### Universidad
Tras jugar un año en el Community College de Wenatchee Valley, jugó tres temporadas con los Ducks de la Universidad de Oregón, en las que promedió 11,2 puntos, 5,4 rebotes y 1,8 asistencias por partido.

### Profesional
Fue elegido en la sexagésimo quinta posición del Draft de la NBA de 1982 por Seattle SuperSonics, pero no entró en la plantilla definitiva del equipo, siendo repescado en el mes de febrero. Disputó nueve partidos, en los que promedió 2,1 puntos.
En 1985 jugó en la liga suiza, donde promedió 40 puntos, 12 rebotes y 11 asistencias por partido.

## Estadísticas de su carrera en la NBA

### Temporada regular
| Temporada | Edad | Equipo              | Liga | Pos. | P | TIT | MIN | TC  | TCA | %TC  | 3P  | 3PA | %3P | TL  | TLA | %TL  | R.OF. | R.DEF. | REB | ASIS | ROB | TAP | PER | FP  | PTS |
| 1982-83   | 21   | Seattle SuperSonics | NBA  | SF   | 9 | 0   | 2.9 | 0.8 | 1.4 | .538 | 0.0 | 0.0 |     | 0.6 | 0.7 | .833 | 0.2   | 0.4    | 0.7 | 0.0  | 0.0 | 0.1 | 0.2 | 0.4 | 2.1 |
| Total     |      |                     | NBA  |      | 9 | 0   | 2.9 | 0.8 | 1.4 | .538 | 0.0 | 0.0 |     | 0.6 | 0.7 | .833 | 0.2   | 0.4    | 0.7 | 0.0  | 0.0 | 0.1 | 0.2 | 0.4 | 2.1 |